# ماری بل
ماری بل (فرانسوی: Marie Bell‎؛ ۲۳ دسامبر ۱۹۰۰ – ۱۴ اوت ۱۹۸۵) یک هنرپیشه اهل فرانسه بود.
از فیلم‌ها یا برنامه‌های تلویزیونی که وی در آنها نقش داشته است می‌توان به ساندرا اشاره کرد.